# San Rafael de Orituco
San Rafael de Orituco – miasto w Wenezueli, w stanie Guárico.